# Астраханські татари

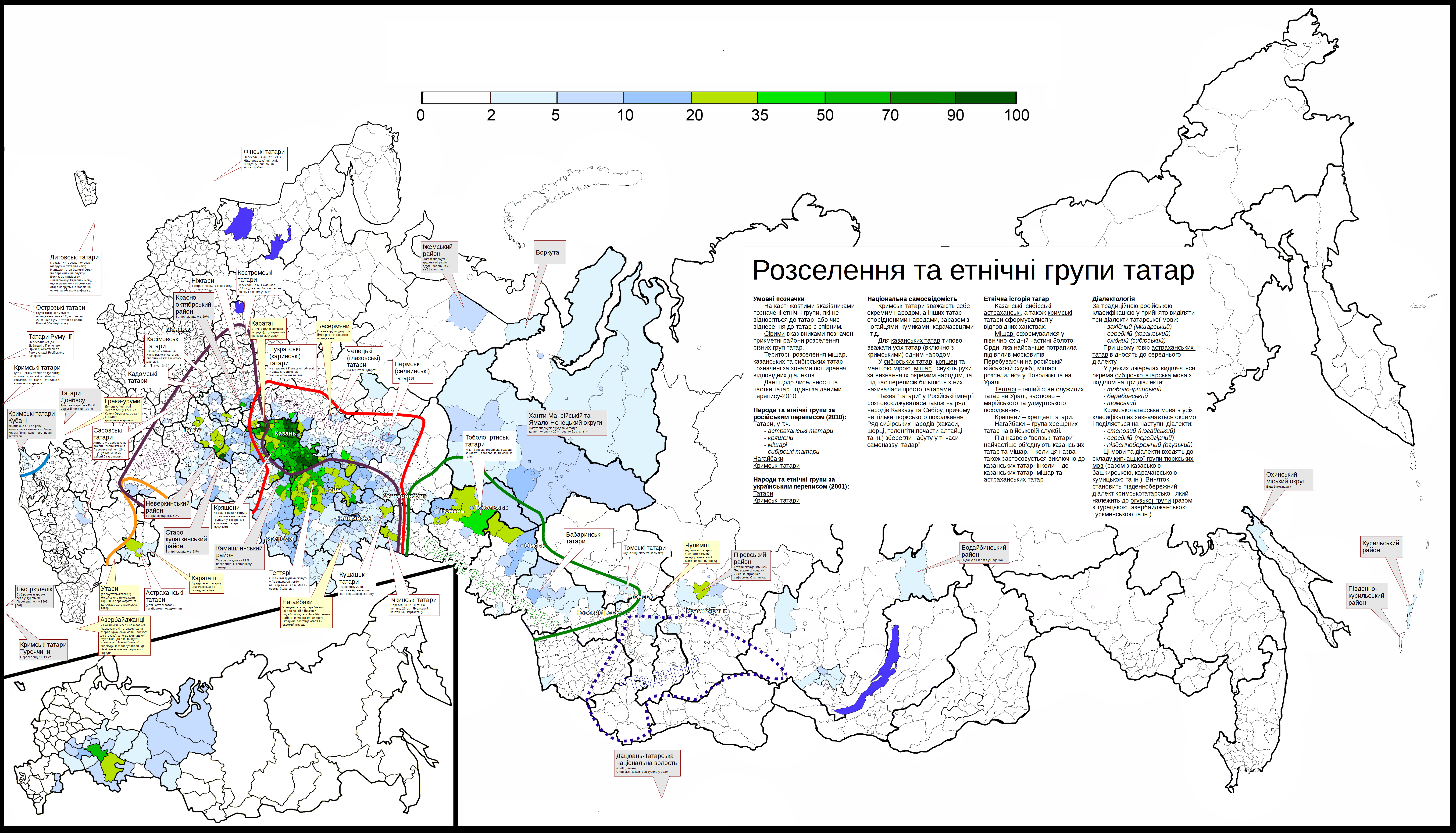
Розселення етнічних груп татар у Росії

Астраханські татари (тат. Әстерхан татарлары) — етнічно-територіальна група татар, що сформувалася на території сучасної Астраханській області. Татари є третьою за величиною етнічною групою в області, складають близько 7 % її населення (понад 60 тис. осіб станом на 2010 рік). Астраханські татари — мусульмани-суніти.

## Історія
У формуванні астраханських татар взяли участь народи, що жили на Нижній Волзі. У XV — XVII ст. астраханські татари, що населяли Астраханське ханство (1459—1556), частково Ногайський Орду і окремі ногайські князівства (Великі і Малі Нога та ін.), зазнали впливу ногайців. З XVII ст. посилилося етнічна взаємодія і змішання астраханських татар з середньоволзькими татарами. У минулому від осілих астраханських татар особняком стояли кочові ногайські групи — так звані юртові татари.

## Говір
Говір астраханських татар зазнала впливу ногайської мови. До 1927 року користувалися писемністю на основі арабської графіки, з 1928 по 1939 роки — на основі латиниці, потім на основі кирилиці.
У 20 столітті в середовищі астраханських татар розширилася сфера застосування російської мови.